# Киргизстан на зимових Олімпійських іграх 2014
Киргизстан на зимових Олімпійських іграх 2014 року у Сочі був представлений 1 спортсменом в 1 виді спорту.

## Гірськолижний спорт
| Спортсмен          | Змагання           | Заїзд 1 | Заїзд 1 | Заїзд 2 | Заїзд 2 | Загалом | Загалом |
| Спортсмен          | Змагання           | Час     | Місце   | Час     | Місце   | Час     | Місце   |
| ------------------ | ------------------ | ------- | ------- | ------- | ------- | ------- | ------- |
| Дмитро Трелевський | Слалом             | 1:02.47 | 73      | 1:12.96 | 41      | 2:15.43 | 41      |
| Дмитро Трелевський | Гігантський слалом | 1:34.65 | 68      | 1:37.07 | 63      | 3:11.72 | 61      |